# Croatio, iz duše te ljubim
Croatio, iz duše te ljubim naziv je četvrtog albuma zadarske klape Intrade i Tomislava Bralića. Snimka je to koncerta klape Intrade u zagrebačkoj Koncertnoj dvorani Vatroslava Lisinskog: album je 2007. objavila diskografska kuća Scardona.

## Popis pjesama
| 1.    | »Ane moja«                         | Ante Sikirić                 | Mladen Grdović               | Remi Kazinoti              | 4:07 |
| 2.    | »Da mi nije moje dice«             | Arsen Dedić                  | Arsen Dedić                  | Davor Petrović             | 3:40 |
| 3.    | »Ni u moru mire«                   | Arsen Dedić                  | Arsen Dedić                  | Klapa Intrade              | 3:36 |
| 4.    | »Umrli su kapitani«                | Drago Britvić                | Stjepan Mihaljinec           | Klapa Intrade              | 3:51 |
| 5.    | »O miruj srce«                     | Zdravko Aralica              | Davor Petrović               | Davor Petrović             | 4:10 |
| 6.    | »Mene zovu bodulo«                 | Vlaho Paljetak               | Vlaho Paljetak               | Davor Petrović             | 4:02 |
| 7.    | »Da mi se vratit«                  | Teo Trumbić                  | Teo Trumbić                  | Davor Petrović             | 4:32 |
| 8.    | »Povratak«                         | Tin Ujević                   | Arsen Dedić                  |                            | 4:43 |
| 9.    | »Kada mi dođeš ti«                 | Vinko Barčot                 | Vinko Barčot                 |                            | 4:37 |
| 10.   | »Konoba«                           | Robert Šunjić                | Slobodan M. Kovačević        | R. Rihtman                 | 5:06 |
| 11.   | »Kuća kraj ferala«                 | Davor Juraga                 | Davor Juraga                 | Ante Gašpardi              | 3:56 |
| 12.   | »Ribar san star«                   | Vilma Neškovčin              | Joško Bogavčić               | Remi Kazinoti              | 3:47 |
| 13.   | »Ispod tvoje boloture«             | Ante Sikirić                 | Davor Petrović               | Davor Petrović             | 3:51 |
| 14.   | »Ti gitaro moja«                   | Vili Tomašić                 | Davor Petrović               | Davor Petrović             | 3:52 |
| 15.   | »Ne znam što me tebi vuče«         | Ante Sikirić                 | Davor Petrović               | Davor Petrović             | 4:45 |
| 16.   | »Croatio, iz duše te ljubim«       | Ante Sikirić                 | Ante Sikirić                 | Davor Petrović             | 6:53 |
| 17.   | »Zadar je u srcu mome / Kalelarga« | Đani Maršan / Tomislav Ivčić | Đani Maršan / Tomislav Ivčić | Klapa Intrade, Dušan Šarac | 4:49 |
| 74:25 |                                    |                              |                              |                            |      |

## Vanjske poveznice
- Scardona: Klapa Intrade – Croatio, iz duše te ljubim  Arhivirana inačica izvorne stranice od 27. ožujka 2016. (Wayback Machine)